# Maison Dadiani
La maison de Dadiani (géorgien : დადიანი) est une famille de nobles, ducs et princes qui régnait sur l'ouest de la Géorgie, plus exactement sur la province de Mingrélie. Il n'est pas exclu que la dynastie soit issue d'un certain « Dadi » de la maison de Vardanisdze.
Selon les sources écrites, le premier représentant des Dadiani était Ioané (Ivané) Dadiani en 1046, on trouve cette mention dans Matiané kartlisa, chronique anonyme géorgienne du XIe siècle qui relate l'histoire de la Géorgie du VIIIe au XIe siècle en deux tomes. Dans les années 1280, les Dadiani sont des féodaux très puissants dans l'ouest de la Géorgie avec le titre d'eristavi (duc) d'Oshi. Plusieurs branches de la famille gouvernent la Svanétie, la Gourie et Bedia (actuel district de Gali).
En 1542, le duc Levan Ier Dadiani devient prince héréditaire (mtvari) indépendant de Mingrélie. Son descendant, Levan III, doit abdiquer en 1691. Le nom de Dadiani passe à la maison de Tchikovani (ჩიქოვანი), princes de Salipartiano (en).
En 1802, les Dadiani-Tchikovani acceptent la suzeraineté de l'Empire russe avec le titre de prince dans la noblesse russe et restent largement autonomes dans les affaires de leur principauté. En 1857, la Russie annexe de fait la Mingrélie mais ce n'est que le 4 janvier 1867 que le dernier prince, Niko Dadiani, est officiellement dépouillé de son titre. Il renonce à ses droits au trône en 1868, mettant fin à l'autonomie de la Mingrélie

Armes de la maison des Dadianis
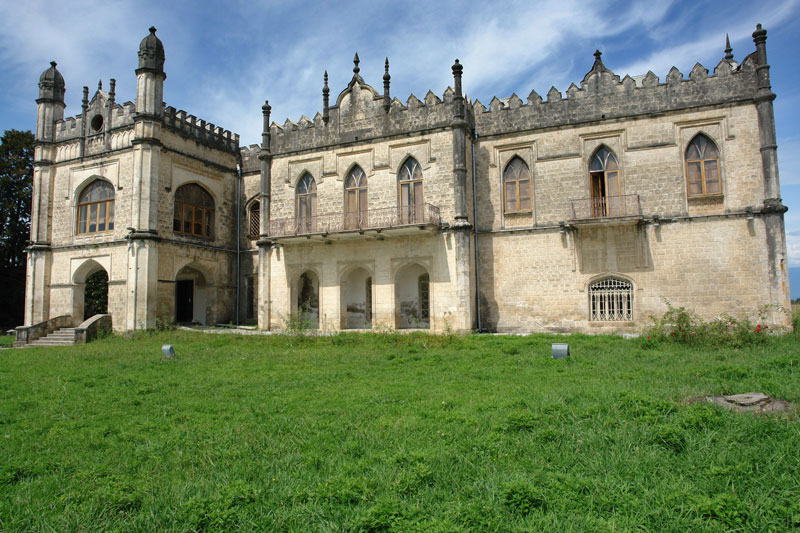
Musée des Dadianis à Zugdidi
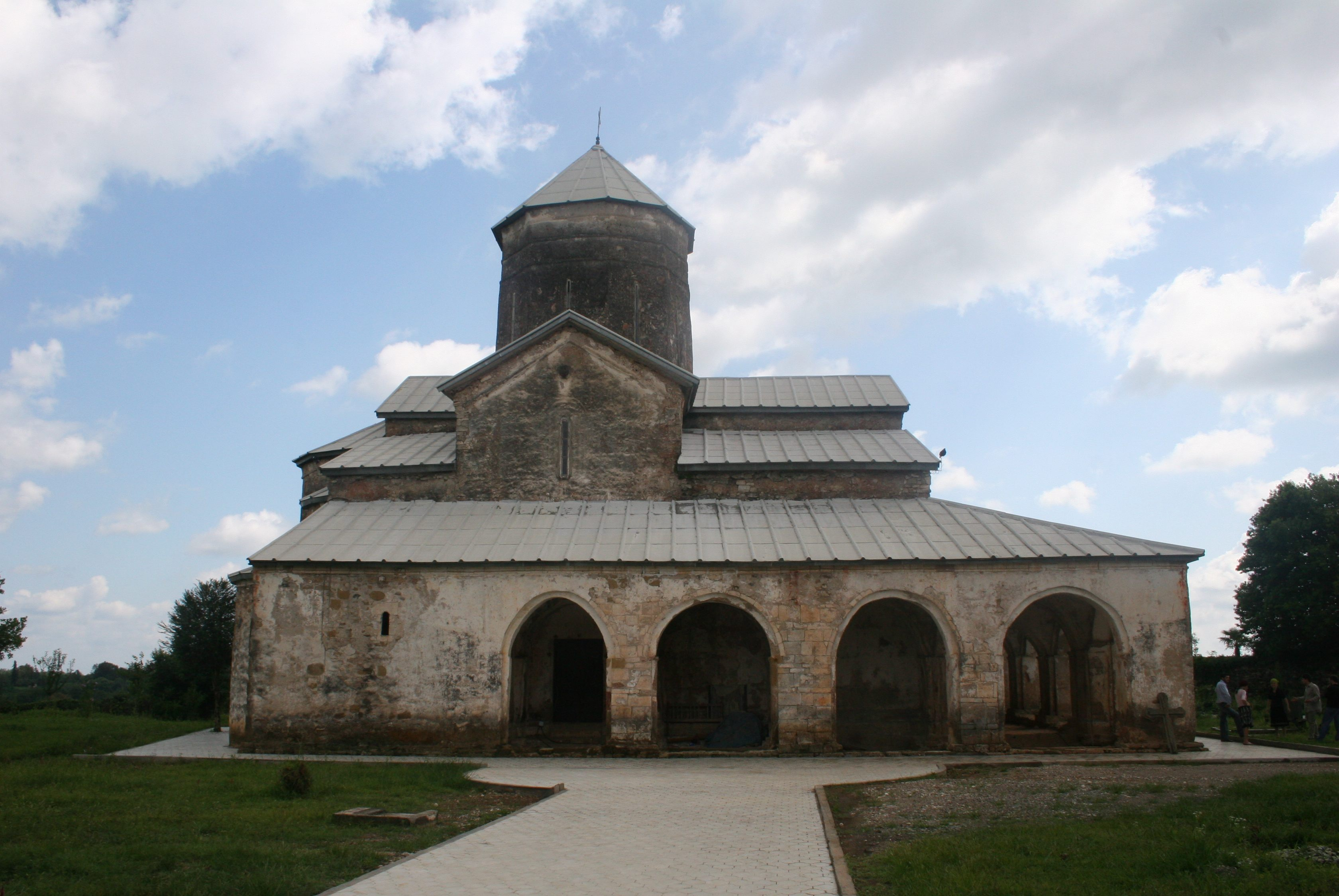
La cathédrale de Tsalendjikha, sur laquelle les Dadiani ont apporté des modifications.

## Pour approfondir